# Meteorus deltae
Meteorus deltae är en stekelart som beskrevs av Blanchard 1936. Meteorus deltae ingår i släktet Meteorus och familjen bracksteklar. Inga underarter finns listade i Catalogue of Life.